# Cau Giay

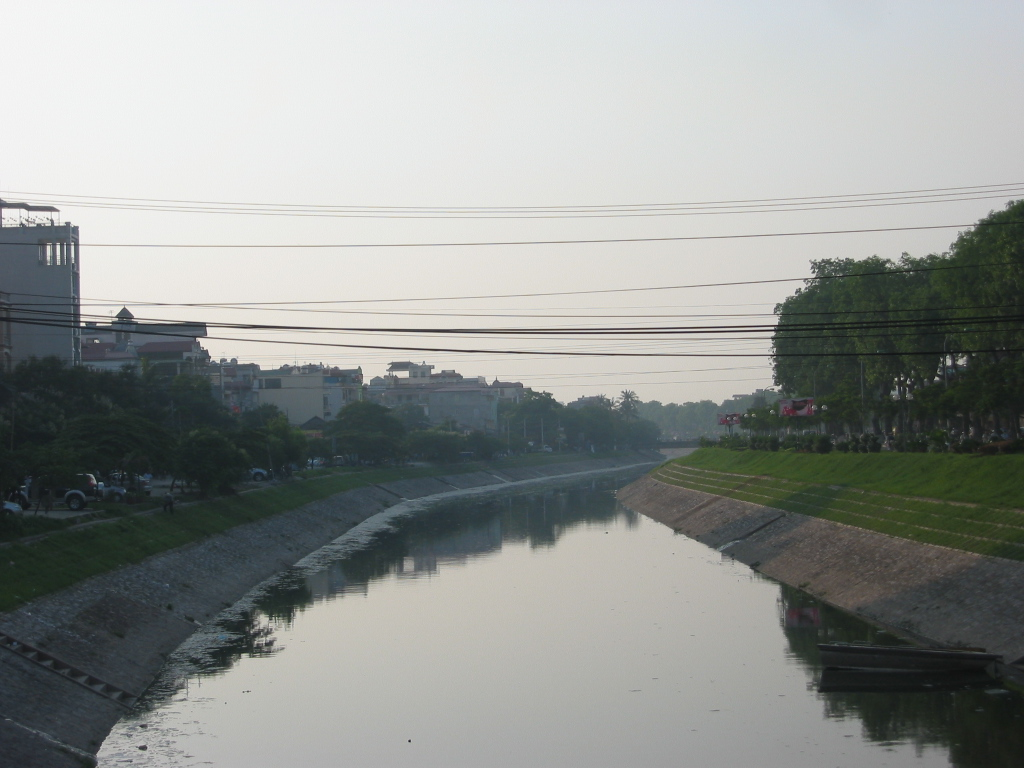
Floden To Lich i Cau Giay-distriktet.

Cầu Giấy är ett urbant distrikt (quận) i Vietnams huvudstad Hanoi, och ligger väster om Ba Dinh-distriktet. Folkmängden uppgick till 225 643 invånare vid folkräkningen 2009. Här finns Hanois etnografiska museum, som byggdes med fransk hjälp och innehåller 15 000 föremål kopplade till olika etniska grupper i Vietnam. Ett av Hanois största köpcentrum (Big C) finns här och många nybyggen av skyskrapor och vägar pågår.